# クロイワゼミ
クロイワゼミ（Muda kuroiwae）は、カメムシ目（半翅目）セミ科に分類されるセミの一種。
かつては属についてはBaeturiaに分類されていたこともある。

## 分布
沖縄本島、瀬底島、久米島に分布する。

## 形態
全長23-31mm、体長18-23mm、前翅開張46-55mm。
基本的に体は緑色でとくに斑紋はないが、死ぬと黄色くなる。

## 生態
ガジュマル、クスノキ、ホルトノキなどのさまざまな樹木にみられる。出現期は5月下旬から7月中旬。「チュチュチュ」と鳴く。交尾はV字型で行われる。

## 保全状態評価
- 絶滅危惧II類 (VU)（環境省レッドリスト）